# Kunststoff-Halbzeug

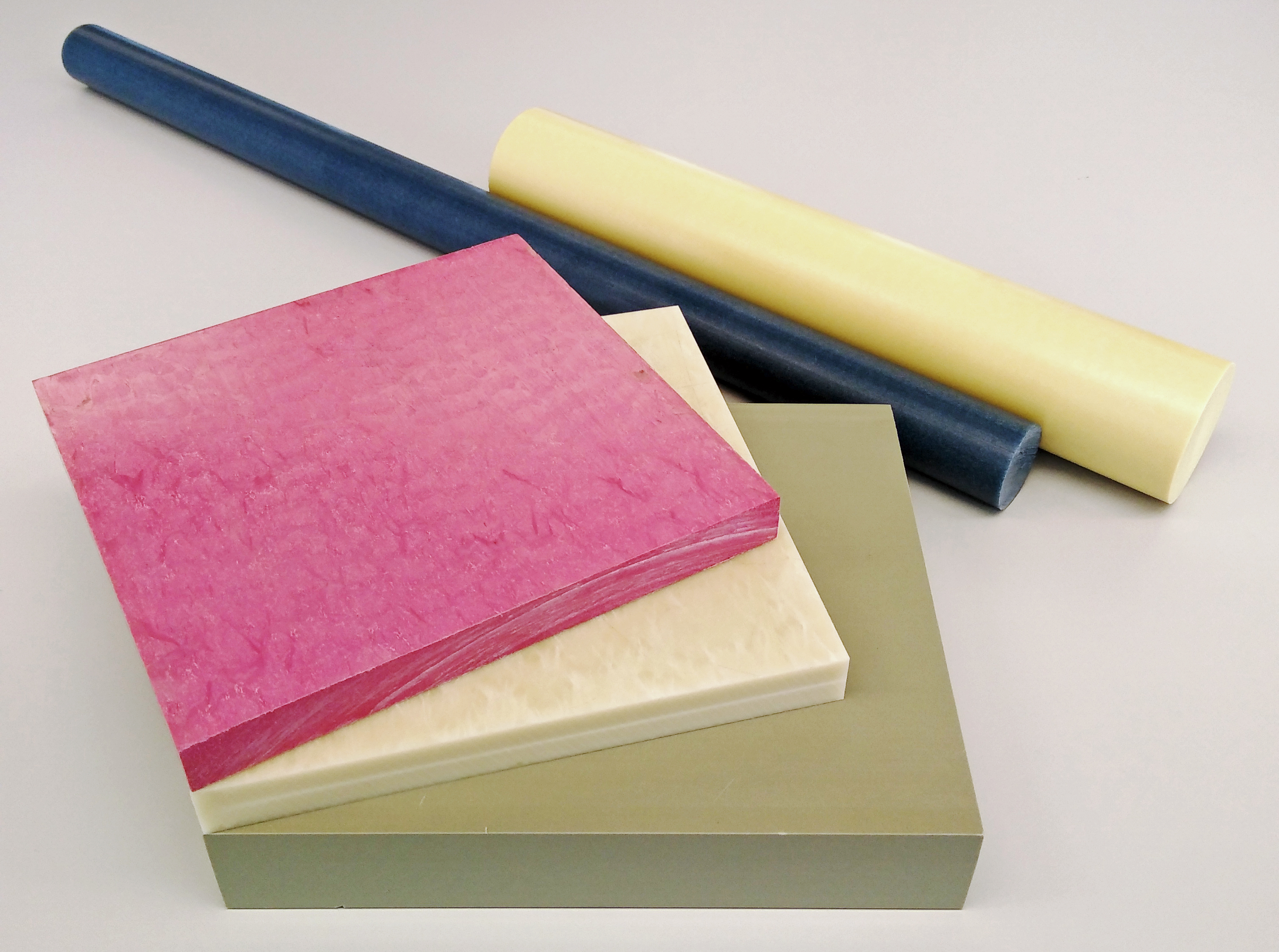
Kunststoff-Halbzeuge aus verschiedenen Hochleistungspolymeren in Platten- und Rundstabform

Kunststoff-Halbzeuge sind Halbfertigprodukte aus Standardkunststoffen, technischen oder Hochleistungskunststoffen, die eine wirtschaftliche Fertigung von Bauteilen ermöglichen. Prinzipiell handelt es sich bei einem Kunststoff-Halbzeug um ein „durch kontinuierliches Umformen, vor allem durch Extrudieren erzeugtes Profil (Platte, Rohr, Stab), das […] weiterverarbeitet wird“.
Kunststoff-Halbzeuge eignen sich zur Herstellung von Prototypen, individuellen Bauteilen, aber auch für kleine bis große Produktserien. Der Anwender besitzt ein hohes Maß an Konstruktionsfreiheit und kann zahlreiche unterschiedliche Kunststoff-Werkstoffe mit jeweils spezifischen technischen Eigenschaften nutzen.

## Abgrenzung und Eigenschaften

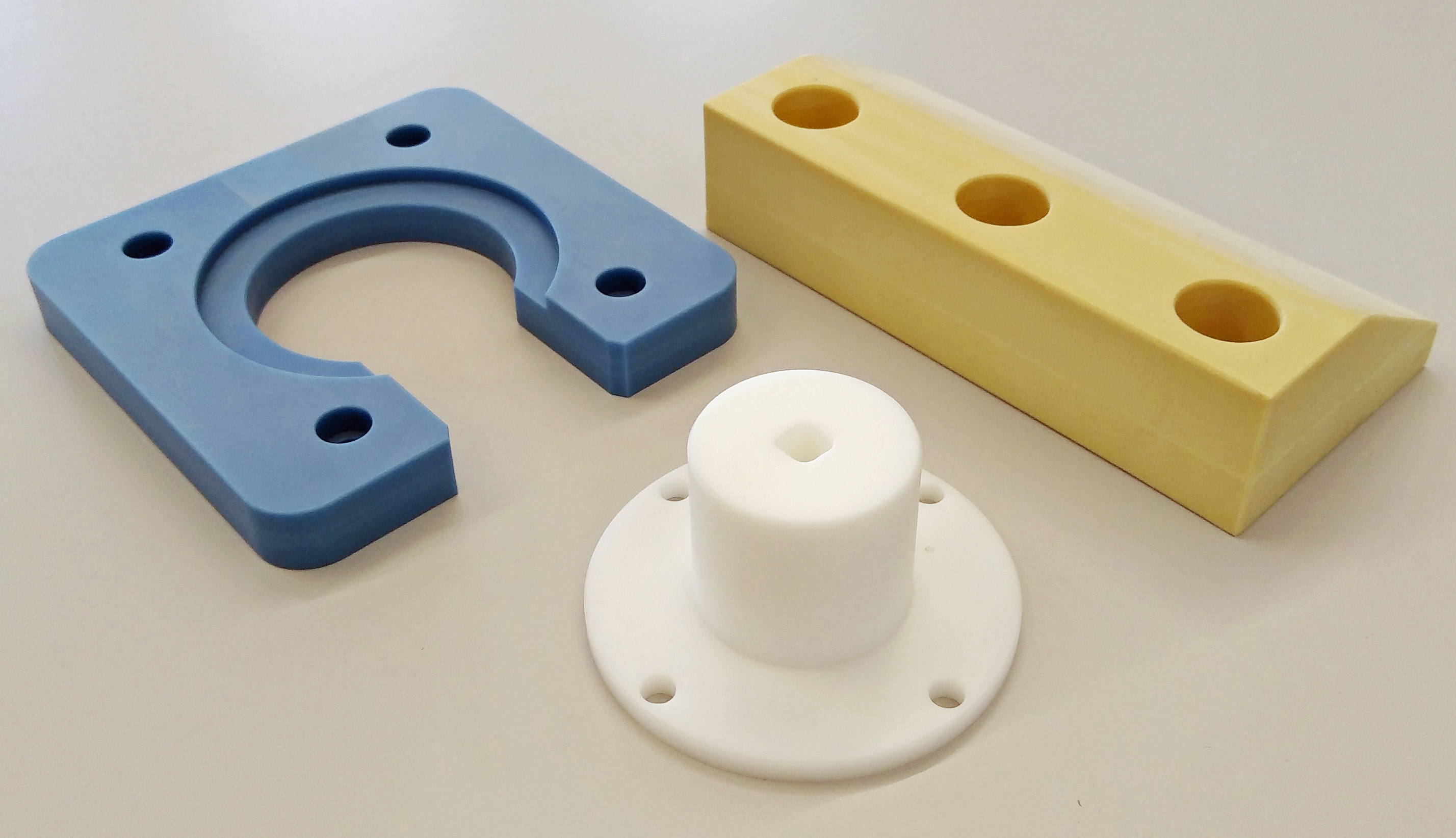
Individuell gefertigte Bauteile gefertigt aus Kunststoff-Halbzeugen

Als Halbfabrikate befinden sich Kunststoff-Halbzeuge industriell betrachtet zwischen dem Kunststoffgranulat bzw. der Kunststoffschmelze und den Form- bzw. Fertigteilen, die in bestimmter Gestalt und mit festen Abmessungen vorliegen. Wie Metall-Halbzeuge können Kunststoff-Halbzeuge variabel zum fertigen Werkstück oder Bauteil weiterverarbeitet werden und so leicht individuelle Bedarfsprofile erfüllen. Je nach Werkstoff weisen Halbzeuge aus Kunststoff besondere chemische, elektrische und mechanische Materialeigenschaften wie etwa Medienbeständigkeit auf. Durch die Beimischung von Additiven bei der Compoundierung können zudem die Eigenschaften von technischen Kunststoffe noch verbessert und auf die Bedürfnisse der jeweiligen Anwendung eingestellt werden. Durch diese Beimischung entstehen Werkstoffe mit unterschiedlichen Eigenschaften, die Kunststoff-Halbzeuge vielfältig einsetzbar machen. Besonders bei anspruchsvollen Anwendungen, wie z. B. bei bewegten Bauteilen, können Halbzeuge aus tribologisch optimierten Kunststoffen zum Einsatz kommen, um die Lebensdauer der Komponenten zu erhöhen und einen weitestgehend wartungsfreien Betrieb einer Maschine oder Anlage zu gewährleisten. Zudem kann beim Einsatz von Kunststoff-Halbzeugen mit inkorporierten Schmierstoffen auf zusätzliche Schmiermittel wie Öle und Fette verzichtet werden, so dass sich die Kosten und die Umweltbelastung reduzieren lassen.

## Herstellungsverfahren und Formen
Kunststoff-Halbzeuge werden durch Extrusion, Pressung (Formpressverfahren) oder Kalandrieren hergestellt. Dabei wird meist auf standardisierte Vorprodukte zurückgegriffen, die in verschiedenen Arbeitsprozessen zu Kunststoff-Compounds gemischt werden. Kunststoff-Halbzeuge sind, ähnlich wie bei Metallen, in verschiedenen Formen erhältlich. Ihre Bezeichnungen können dabei abhängig vom Hersteller differieren. Im Allgemeinen sind folgende Bezeichnungen und Geometrien gebräuchlich:

### Folien / Bahnen
„Folien und Bahnen sind flexible flächige Erzeugnisse, die meist in Rollenform als breite Folie bzw. Bahn oder als schmale Bänder geliefert werden. Seltener sind Folien bzw. Bahnen in Abschnitten bestimmter Abmessungen erhältlich.“

### Tafeln / Platten / Blöcke
Tafeln oder Platten sind ebenfalls flächige Erzeugnisse, die jedoch dicker sind und daher eine geringere Flexibilität als Folien aufweisen. Von einer Tafel spricht man bei einem rechteckigen Format. Bei Kunststoff-Halbzeugen mit großen Querschnittsabmessungen, die in quaderförmiger Form hergestellt werden, handelt es sich um Blöcke.

### Rundstäbe / Hohlstäbe / Rohre / Schläuche
Wenn der geometrische Querschnitt einem Kreis entspricht, liegt entweder ein kompakter Rund- bzw. Vollstab oder ein Hohlstab in verschiedenen Wandstärken vor. Bei einer sehr geringen Wandstärke kann man bereits von einem Rohr sprechen. Ein Sonderfall sind Schläuche, die im Gegensatz zu den starren Rohren oder Stäben weich und flexibel sind.

### Stangen
Längliche Kunststoff-Halbzeuge mit einem vier- oder mehreckigem Querschnitt werden als Stangen bezeichnet.

### Profile
Unter dem Begriff „Profil“ subsumieren sich Kunststoff-Halbzeuge verschiedener Geometrien. Er kann daher auch als Sammelbegriff für die oben genannten Formen auftreten. Wie bei den Stäben gibt es auch hier die Möglichkeit von durchbrochenen Hohlprofilen in verschiedenen Wandstärken.

## Bearbeitungsmethoden

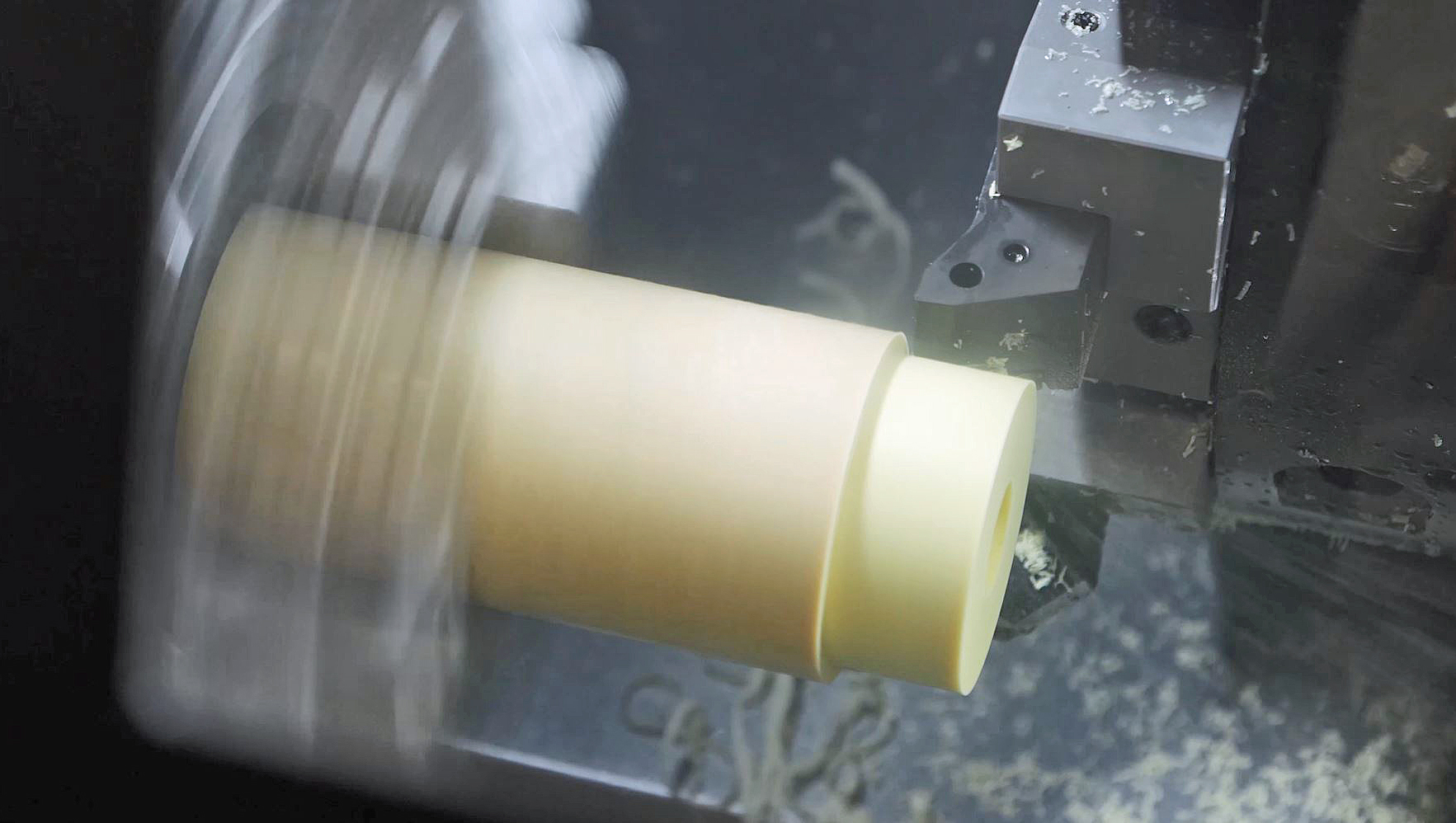
Kunststoff-Halbzeug wird in gewünschte Form gedreht

Es können verschiedene maschinelle oder manuelle Verfahren zur Endbearbeitung von Kunststoff-Halbzeugen angewandt werden. Grundsätzlich ist zwischen spanender (bzw. spanabhebender) und spanloser (z. B. Warmformen oder Fügen mittels Schweißen oder Kleben) Bearbeitung zu unterscheiden. Dabei gilt „die Zerspanung (als) der schnellste und wirtschaftlichste Weg zur Fertigung präziser Bauteile“. Durch sie lassen sich individuelle Formen mit großer Präzision und engen Toleranzen am besten realisieren. Im Einzelnen können Kunststoff-Halbzeuge durch Drehen, Fräsen, Bohren, Sägen, Hobeln, Strehlen oder Schleifen weiterverarbeitet werden. Beim Zerspanungsprozess können Verarbeitungsspannungen im Werkstück auftreten, die zum Verzug, oder Bruch der Bauteile führen können. Zwischentempern wird eingesetzt, um diese Spannungen und die dadurch entstehenden Folgen zu reduzieren. Außerdem sollte durch eine Kühlung von außen die sich an der Verarbeitungsstelle entwickelnde Wärme vermindert werden, um eine Werkstofferweichung bzw. -zersetzung auszuschließen.

## Anwendungsbereiche

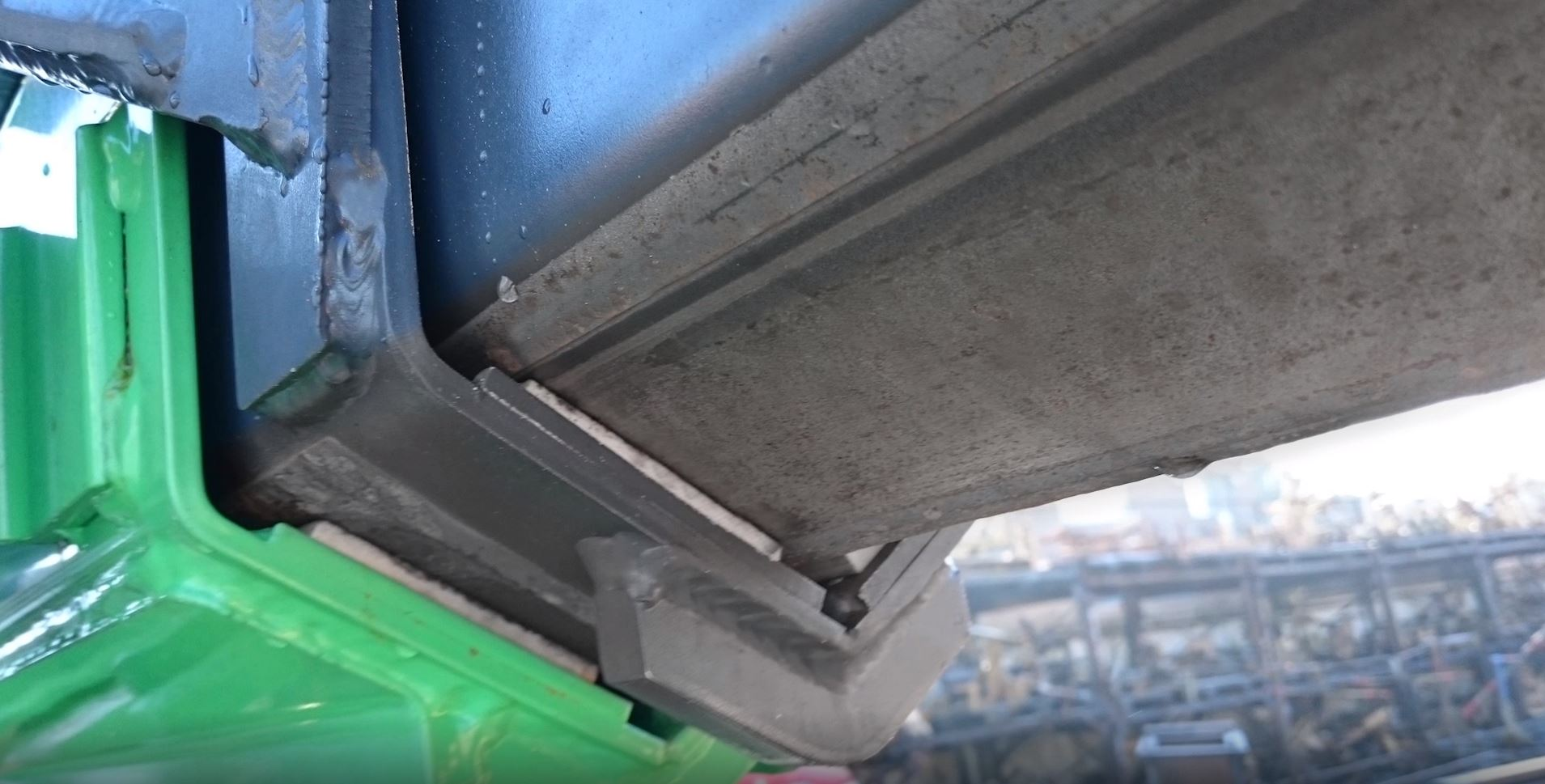
Kunststoff-Halbzeuge in Plattenform an den Lagerstellen eines Teleskopkrans

Aufgrund ihrer leichten Form- und Bearbeitbarkeit kommen Kunststoff-Halbzeuge auf vielfache Weise in der Fertigungstechnik zur Anwendung. Weil diverse Polymerwerkstoffe zur Erzeugung von Halbzeugen zur Verfügung stehen, können Kunststoff-Halbzeuge optimal auf den jeweiligen Einsatzzweck und das Fertigungsverfahren ausgerichtet werden. Denn die Werkstoffe können für bestimmte Eigenschaften wie Verschleißfestigkeit, Wartungsfreiheit, Korrosions- oder Chemikalienbeständigkeit, Beständigkeit bei hohen Temperaturen oder Schutz gegen äußere Einflüsse und Verschmutzung optimiert sein. Insgesamt bieten Kunststoff-Halbzeuge ein vielfältiges Spektrum an Verwendungsmöglichkeiten. Sie finden sich daher in verschiedenen Branchen im Einsatz, u. a. im Auto- und Maschinenbau, in der Lebensmittel- und Verpackungsindustrie bis hin zu besonders sensiblen Anwendungen wie Reinräumen in der Medizintechnik.